# XETV-TDT
XETV-TDT es una estación de televisión con licencia en Tijuana, Baja California, México. Es propiedad de Grupo Televisa y transmite la programación de Canal 5* como señal principal y de NU9VE como subcanal. Hasta el 31 de mayo de 2017, XETV también transmitía programación en inglés para el mercado de San Diego, California, Estados Unidos.

## Historia

### Inicios
XETV fue la segunda estación de televisión en la región de San Diego-Tijuana, transmitiendo en la banda VHF. Su creación se debió, en parte, a las limitaciones técnicas y regulatorias que impedían la asignación de un tercer canal VHF en San Diego. La Comisión Federal de Comunicaciones (FCC) de Estados Unidos había impuesto una moratoria en la concesión de nuevas licencias de televisión, y la geografía de la región, con interferencias entre Los Ángeles y San Diego, limitaba las opciones.
En 1952, solo existían dos canales VHF asignados en San Diego y Los Ángeles, y las autoridades mexicanas habían asignado los canales 6 y 12 a Tijuana. Dado que el canal 3 no era viable debido a la interferencia con una estación en Santa Bárbara, la única opción para una tercera estación en la región era utilizar una de las asignaciones mexicanas.
La familia Azcárraga, propietaria de Telesistema Mexicano (antecesora de Televisa), obtuvo la licencia para el canal 6. XETV comenzó a transmitir en enero de 1953 como una estación independiente, con programación en inglés dirigida al mercado de San Diego, a excepción de los requisitos legales mexicanos (identificación de la estación, himno nacional y avisos técnicos).

### Afiliación a ABC (1956-1973)
En 1956, la FCC permitió a XETV transmitir programación de la cadena estadounidense ABC. Debido a las regulaciones, los programas de ABC se grababan en Estados Unidos y se transportaban físicamente a las instalaciones de XETV en Tijuana para su transmisión. Esta práctica, conocida como "bicycling", impedía que la estación transmitiera programación en vivo de la cadena.
En 1972, la FCC revocó el permiso de XETV para transmitir programación de ABC, favoreciendo a KCST-TV (canal 39, ahora KNSD), una estación local con licencia en Estados Unidos. ABC se trasladó a KCST-TV y luego a KGTV (canal 10) en 1977.

### Estación independiente (1973-1986)
Tras perder la afiliación a ABC, XETV volvió a operar como estación independiente, transmitiendo programas sindicados, películas y series infantiles.

### Afiliación a Fox (1986-2008)
En 1986, XETV se convirtió en una de las primeras afiliadas de la recién creada cadena Fox. Al igual que con ABC, la programación de Fox se grababa y transportaba a Tijuana. En 1994, la FCC otorgó una exención que permitió a Fox transmitir una señal de red directa a XETV para la cobertura de la Liga Nacional de Fútbol Americano.
En 1995, KUSI-TV (canal 51), entonces afiliada a UPN, intentó sin éxito obtener la afiliación a Fox, alegando que no era apropiado que una cadena estadounidense se afiliara a una estación con licencia mexicana. La FCC falló a favor de Fox y XETV.

### Afiliación a The CW (2008-2017)
En 2008, XETV perdió su afiliación a Fox y se convirtió en afiliada de The CW en el mercado de San Diego, transmitiendo bajo la marca "CW6". Bay City Television, una subsidiaria de Televisa con sede en California, gestionaba las ventas y la programación de la estación.

### Regreso a la programación en español (2017-presente)
En enero de 2017, The CW anunció que trasladaría su afiliación de San Diego a un subcanal de KFMB-TV (canal 8). El 31 de mayo de 2017, XETV finalizó sus transmisiones en inglés y se convirtió en repetidora de Canal 5* de Televisa, y más tarde, también añadiendo la cadena NU9VE en un subcanal.

## Televisión digital terrestre (TDT)
XETV fue pionera en la televisión digital en México, iniciando sus transmisiones en TDT en el canal 23 a principios de la década de 2000.

### Canales digitales
| Canal TDT | Aspecto | Programación |          |
| --------- | ------- | ------------ | -------- |
| 6.1       | 1080i   | 16:9         | Canal 5* |
| 16.1      | 480i    | 16:9         | NU9VE    |

### Transición a la TDT
Como estación con licencia mexicana, XETV no estuvo sujeta al "apagón analógico" de Estados Unidos en 2009. México adoptó su propio calendario para la transición a la TDT, que se completó en 2016. XETV inicialmente planeó realizar la transición a la TDT coincidiendo con Estados Unidos, pero finalmente mantuvo su señal analógica hasta 2013, cuando se completó la primera fase del apagón analógico en Tijuana. Las transmisiones analógicas de XETV cesaron definitivamente el 18 de julio de 2013.

## Noticias
XETV operó un departamento de noticias desde 1999 hasta 2017, produciendo noticieros matutinos y nocturnos en inglés para el mercado de San Diego. El departamento de noticias se cerró tras la pérdida de la afiliación a The CW.